# Алдубе
Алдубе (кат. Aldover, вимова літературною каталанською [əłdu'βe]) — муніципалітет, розташований в Автономній області Каталонія, в Іспанії. Код муніципалітету за номенклатурою Інституту статистики Каталонії — 430069. Знаходиться у районі (кумарці) Баш-Ебра (коди району — 09 та BB) провінції Таррагона, згідно з новою адміністративною реформою перебуватиме у складі Ебрської баґарії (округи). 

## Назва муніципалітету
Назва муніципалітету походить від араб. al-duway — «хатинка», або араб. al-duwayr — «маленьке коло», або від германського імені Adalwer.

## Населення
Населення міста (у 2007 р.) становить 946 осіб (з них менше 14 років — 11,9%, від 15 до 64 — 62,9%, понад 65 років — 25,2%). У 2006 р. народжуваність склала 3 особи, смертність — 12 осіб, зареєстровано 2 шлюби. У 2001 р. активне населення становило 341 особа, з них безробітних — 21 особа.

Серед осіб, які проживали на території міста у 2001 р., 718 народилися в Каталонії (з них 653 особи у тому самому районі, або кумарці), 47 осіб приїхало з інших областей Іспанії, а 9 осіб приїхало з-за кордону. 

Вищу освіту має 7,7% усього населення. 

У 2001 р. нараховувалося 261 домогосподарство (з них 18,8% складалися з однієї особи, 26,1% з двох осіб,19,9% з 3 осіб, 19,2% з 4 осіб, 9,2% з 5 осіб, 5,7% з 6 осіб, 0,8% з 7 осіб, 0% з 8 осіб і 0,4% з 9 і більше осіб).

Активне населення міста у 2001 р. працювало у таких сферах діяльності : у сільському господарстві — 16,2%, у промисловості — 17,5%, на будівництві — 11,9% і у сфері обслуговування — 54,4%. 

 У муніципалітеті або у власному районі (кумарці) працює 112 осіб, поза районом — 235 осіб.

### Безробіття
У 2007 р. нараховувалося 26 безробітних (у 2006 р. — 19 безробітних), з них чоловіки становили 42,3%, а жінки — 57,7%.

## Економіка

### Підприємства міста

#### Промислові підприємства
| \| Промислові підприємства міста, за сферою діяльності \| Промислові підприємства міста, за сферою діяльності \| Промислові підприємства міста, за сферою діяльності \| \| Рік \| 2002 р. \| 2001 р. \| \| --------------------------------------------------- \| --------------------------------------------------- \| --------------------------------------------------- \| \| Енергетичні та водні ресурси \| 0% \| 0% \| \| Хімія та метали \| 20% \| 16,7% \| \| Переробка металів \| 20% \| 16,7% \| \| Продукти харчування \| 40% \| 50% \| \| Текстиль \| 0% \| 0% \| \| Виробництво меблів, видання \| 20% \| 16,7% \| \| Інше \| 0% \| 0% \| \| Усього підприємств \| 5 \| 6 \| |         |         |
| Промислові підприємства міста, за сферою діяльності |         |         |
| Рік | 2002 р. | 2001 р. |
| Енергетичні та водні ресурси | 0%      | 0%      |
| Хімія та метали | 20%     | 16,7%   |
| Переробка металів | 20%     | 16,7%   |
| Продукти харчування | 40%     | 50%     |
| Текстиль | 0%      | 0%      |
| Виробництво меблів, видання | 20%     | 16,7%   |
| Інше | 0%      | 0%      |
| Усього підприємств | 5       | 6       |

#### Роздрібна торгівля
| \| Підприємства роздрібної торгівлі міста, за сферою діяльності \| Підприємства роздрібної торгівлі міста, за сферою діяльності \| Підприємства роздрібної торгівлі міста, за сферою діяльності \| \| Рік \| 2002 р. \| 2001 р. \| \| ------------------------------------------------------------ \| ------------------------------------------------------------ \| ------------------------------------------------------------ \| \| Продукти харчування \| 87,5% \| 77,8% \| \| Одяг та взуття \| 0% \| 0% \| \| Товари для дому \| 0% \| 0% \| \| Книги та періодичні видання \| 0% \| 0% \| \| Промислова хімічна продукція \| 12,5% \| 11,1% \| \| Продукція, пов'язана з транспортними засобами \| 0% \| 0% \| \| Інше \| 0% \| 11,1% \| \| Усього підприємств \| 8 \| 9 \| |         |         |
| Підприємства роздрібної торгівлі міста, за сферою діяльності |         |         |
| Рік | 2002 р. | 2001 р. |
| Продукти харчування | 87,5%   | 77,8%   |
| Одяг та взуття | 0%      | 0%      |
| Товари для дому | 0%      | 0%      |
| Книги та періодичні видання | 0%      | 0%      |
| Промислова хімічна продукція | 12,5%   | 11,1%   |
| Продукція, пов'язана з транспортними засобами | 0%      | 0%      |
| Інше | 0%      | 11,1%   |
| Усього підприємств | 8       | 9       |

#### Сфера послуг
| \| Підприємства міста, що працюють у сфері послуг, за діяльністю \| Підприємства міста, що працюють у сфері послуг, за діяльністю \| Підприємства міста, що працюють у сфері послуг, за діяльністю \| \| Рік \| 2002 р. \| 2001 р. \| \| ------------------------------------------------------------- \| ------------------------------------------------------------- \| ------------------------------------------------------------- \| \| Гуртова торгівля \| 23,1% \| 21,4% \| \| Готелі та готельний бізнес \| 15,4% \| 21,4% \| \| Транспорт та зв'язок \| 23,1% \| 14,3% \| \| Посередницькі фінансові послуги \| 7,7% \| 7,1% \| \| Послуги підприємствам \| 0% \| 0% \| \| Послуги фізичним особам \| 30,8% \| 35,7% \| \| Нерухомість та ін. \| 0% \| 0% \| \| Усього підприємств \| 13 \| 14 \| |         |         |
| Підприємства міста, що працюють у сфері послуг, за діяльністю |         |         |
| Рік | 2002 р. | 2001 р. |
| Гуртова торгівля | 23,1%   | 21,4%   |
| Готелі та готельний бізнес | 15,4%   | 21,4%   |
| Транспорт та зв'язок | 23,1%   | 14,3%   |
| Посередницькі фінансові послуги | 7,7%    | 7,1%    |
| Послуги підприємствам | 0%      | 0%      |
| Послуги фізичним особам | 30,8%   | 35,7%   |
| Нерухомість та ін. | 0%      | 0%      |
| Усього підприємств | 13      | 14      |

## Житловий фонд
У 2001 р. 3,1% усіх родин (домогосподарств) мали житло метражем до 59 м2, 30,7% — від 60 до 89 м2, 31% — від 90 до 119 м2 і
35,2% — понад 120 м2.

З усіх будівель у 2001 р. 29,3% було одноповерховими, 66,6% — двоповерховими, 3,5
% — триповерховими, 0,6% — чотириповерховими, 0% — п'ятиповерховими, 0% — шестиповерховими,
0% — семиповерховими, 0% — з вісьмома та більше поверхами.

## Автопарк
| \| Автомобілі, зареєстровані у місті, за призначенням \| Автомобілі, зареєстровані у місті, за призначенням \| Автомобілі, зареєстровані у місті, за призначенням \| \| Рік \| 2006 р. \| 2005 р. \| \| -------------------------------------------------- \| -------------------------------------------------- \| -------------------------------------------------- \| \| Приватні автомобілі \| 62,2% \| 62,6% \| \| Мотоцикли \| 8,2% \| 7,7% \| \| Вантажівки \| 27,9% \| 28,1% \| \| Трактори \| 0,1% \| 0,2% \| \| Автобуси та ін. \| 1,6% \| 1,4% \| \| Усього автомобілів \| 696 шт. \| 661 шт. \| |         |         |
| Автомобілі, зареєстровані у місті, за призначенням |         |         |
| Рік | 2006 р. | 2005 р. |
| Приватні автомобілі | 62,2%   | 62,6%   |
| Мотоцикли | 8,2%    | 7,7%    |
| Вантажівки | 27,9%   | 28,1%   |
| Трактори | 0,1%    | 0,2%    |
| Автобуси та ін. | 1,6%    | 1,4%    |
| Усього автомобілів | 696 шт. | 661 шт. |

## Вживання каталанської мови
У 2001 р. каталанську мову у місті розуміли 99,1% усього населення (у 1996 р. — 100%), вміли говорити нею 96,7% (у 1996 р. — 
98,1%), вміли читати 91,2% (у 1996 р. — 84,4%), вміли писати 30,9
% (у 1996 р. — 22,5%). Не розуміли каталанської мови 0,9%.

## Політичні уподобання
У виборах до Парламенту Каталонії у 2006 р. взяло участь 427 осіб (у 2003 р. — 503 особи). Голоси за політичні сили розподілилися таким чином:
| \| Вибори до Парламенту Каталонії \| Вибори до Парламенту Каталонії \| Вибори до Парламенту Каталонії \| \| Рік \| 2006 р. \| 2003 р. \| \| -------------------------------------- \| ------------------------------ \| ------------------------------ \| \| Конвергенція та Єднання (CiU) \| 25,1% \| 27,8% \| \| Соціалістична партія Каталонії (PSC) \| 33,5% \| 33,6% \| \| Народна партія (PP) \| 9,8% \| 11,1% \| \| Ініціатива за Каталонію — Зелені (ICV) \| 7,7% \| 2,4% \| \| Республіканська лівиця Каталонії (ERC) \| 20,1% \| 23,9% \| \| Громадяни — Громадянська партія (C's) \| 1,2% \| 0% \| \| Інші \| 2,6% \| 1,2% \| |         |         |
| Вибори до Парламенту Каталонії |         |         |
| Рік | 2006 р. | 2003 р. |
| Конвергенція та Єднання (CiU) | 25,1%   | 27,8%   |
| Соціалістична партія Каталонії (PSC) | 33,5%   | 33,6%   |
| Народна партія (PP) | 9,8%    | 11,1%   |
| Ініціатива за Каталонію — Зелені (ICV) | 7,7%    | 2,4%    |
| Республіканська лівиця Каталонії (ERC) | 20,1%   | 23,9%   |
| Громадяни — Громадянська партія (C's) | 1,2%    | 0%      |
| Інші | 2,6%    | 1,2%    |

У муніципальних виборах у 2007 р. взяло участь 589 осіб (у 2003 р. — 594 особи). Голоси за політичні сили розподілилися таким чином:
| \| Муніципальні вибори \| Муніципальні вибори \| Муніципальні вибори \| \| Рік \| 2007 р. \| 2003 р. \| \| -------------------------------------- \| ------------------- \| ------------------- \| \| Конвергенція та Єднання (CiU) \| 27,7% \| 29% \| \| Соціалістична партія Каталонії (PSC) \| 60,1% \| 57,7% \| \| Народна партія (PP) \| 12,2% \| 13,3% \| \| Ініціатива за Каталонію — Зелені (ICV) \| 0% \| 0% \| \| Республіканська лівиця Каталонії (ERC) \| 0% \| 0% \| \| Громадяни — Громадянська партія (C's) \| 0% \| 0% \| \| Інші \| 0% \| 0% \| |         |         |
| Муніципальні вибори |         |         |
| Рік | 2007 р. | 2003 р. |
| Конвергенція та Єднання (CiU) | 27,7%   | 29%     |
| Соціалістична партія Каталонії (PSC) | 60,1%   | 57,7%   |
| Народна партія (PP) | 12,2%   | 13,3%   |
| Ініціатива за Каталонію — Зелені (ICV) | 0%      | 0%      |
| Республіканська лівиця Каталонії (ERC) | 0%      | 0%      |
| Громадяни — Громадянська партія (C's) | 0%      | 0%      |
| Інші | 0%      | 0%      |